# Euchrysops subpallida
Euchrysops subpallida är en fjärilsart som beskrevs av George Thomas Bethune-Baker 1922. Euchrysops subpallida ingår i släktet Euchrysops och familjen juvelvingar. Inga underarter finns listade i Catalogue of Life.